# براندون غوير
براندون غوير (بالإنجليزية: Brandon Guyer)‏ هو لاعب كرة قاعدة أمريكي، ولد في 28 يناير 1985 في وست تشستر ‏ في الولايات المتحدة.

## وصلات خارجية
- براندون غوير على موقع دوري كرة القاعدة الرئيسي (الإنجليزية)
- براندون غوير على موقعبيزبول رفرنس.كوم (الدوري الرئيسي) (الإنجليزية)
- براندون غوير على موقعبيزبول رفرنس.كوم (الدوري الثانوي) (الإنجليزية)
- براندون غوير على موقع إي إس بي إن.كوم (أم.أل.بي) (الإنجليزية)
- براندون غوير على موقع مشجعي الرسوم البيانية (الإنجليزية)